# Asilostoma atriceps
Asilostoma atriceps är en tvåvingeart som beskrevs av Malloch 1928. Asilostoma atriceps ingår i släktet Asilostoma och familjen lövflugor.
Artens utbredningsområde är Costa Rica. Inga underarter finns listade i Catalogue of Life.